# İlker Çatak
Pour les articles homonymes, voir Çatak.
İlker Çatak, né le 11 janvier 1984 à Berlin-Ouest (Allemagne de l'Ouest), est un réalisateur, scénariste et producteur de cinéma allemand.

## Biographie
İlker Çatak est né en 1984 à Berlin dans une famille d'immigrés turcs. À l'âge de douze ans, il déménage à Istanbul et passe son baccalauréat à l'école de l'ambassade. Il retourne ensuite en Allemagne et travaille pendant quatre ans pour des productions cinématographiques allemandes et internationales. À partir de 2005, il réalise ses propres courts métrages et travaille en parallèle comme réalisateur de films publicitaires, notamment pour Allianz SE, Deutsche Telekom et Audi. En 2009, İlker Çatak obtient une licence en réalisation de film et de télévision à la Dekra Medienhochschule (de) de Berlin. Il obtient son master à la Hamburg Media School. Pendant ses études, il réalise le court-métrage Wo wir sind, qui est sélectionné pour la finale de l'Oscar des étudiants, mais n'a pas gagné. Son film de fin d'études Sadakat (2014) est de nouveau sélectionné l'année suivante et remporte l'or à l'Oscar des étudiants. Il remporte également en 2015, comme son film Wo wir sind en 2014, le concours de courts métrages du Festival Max Ophüls.
En 2017, son premier long métrage Dans la cour des grands sort dans les salles allemandes. En 2019, il réalise le long métrage Parole donnée, qui lui vaut des nominations pour le Deutscher Filmpreis 2020 dans les catégories Meilleur réalisateur et Meilleur scénario. En 2023, il réalise le drame primé La Salle des profs, qui reçoit cinq Deutscher Filmpreis, dont un dans les catégories Réalisation et Scénario.
Avec son ancien camarade de classe Johannes Duncker, İlker Çatak fonde la société de production 24LiesPerSecond. Ils ont également travaillé ensemble sur des projets de courts et longs métrages, dont La Salle des profs.

## Filmographie

### Réalisateur

#### Courts métrages
- 2008 : Zwischen den Ufern (également acteur et producteur)
- 2008 : Ayda (également scénariste, monteur et producteur)
- 2010 : Als Namibia eine Stadt war … (également scénariste et producteur)
- 2013 : ZeitRaum (également scénariste)
- 2013 : Alte Schule
- 2013 : Wo wir sind
- 2014 : Wir sind bereit
- 2014 : Sadakat  avec Claudia Mattai del Moro, ingénieure du son

#### Longs métrages
- 2017 : Dans la cour des grands (Es war einmal Indianerland)
- 2019 : Parole donnée (Es gilt das gesprochene Wort)
- 2021 : Au bout du voyage (de) (Räuberhände)
- 2021 : Tatort (série télévisée), épisode no 1173 : Borowski und der gute Mensch
- 2023 : La Salle des profs (Das Lehrerzimmer)
- 2025 : Gelbe Briefe[8]